# Соляний промисел Свєтліца
Соляний промисел Свєтліца – колишній виробничий майданчик на півночі Казахстану, де провадили видобуток кам'яної солі.
Солоне озеро Свєтліца знаходиться на правому березі Іртишу, за дев’ять десятків кілометрів на північ від Павлодару. В 1970 році об’єднання «Павлоградсіль» почало розробку Свєтліци, що мало компенсувати падіння видобутку на Таволжанських озерах (промисли Великий Таволжан та Малий Таволжан). Проєктний обсяг продукції мав досягати 100 тисяч тонн на рік.
В 1982-му видобуток на Свєтлиці припинили через вичерпання запасів.